# Casazza
Casazza (lombardul: Casassa) település Olaszországban, Lombardia régióban, Bergamo megyében. Lakosainak száma 3767 fő (2023. január 1.). Casazza Vigano San Martino, Albino, Spinone al Lago, Gaverina Terme, Bianzano, Monasterolo del Castello és Grone községekkel határos.

## Népesség
A település népessége az elmúlt években az alábbi módon változott:
| Lakosok száma | 4091 | 4004 | 3767 |
|               | 2017 | 2018 | 2023 |